# Чемпионат России по международным шашкам среди женщин 2012 (классическая программа, Суздаль)
Чемпионат России по международным шашкам среди женщин 2012 проводился в Суздале Федерацией шашек России с 11 по 20 ноября в классическом формате, а также в форматах быстрые шашки и блиц.
Из-за разногласий между Федерацией шашек России и Федерацией Международных Шашек России и проводились фактически два чемпионата страны — один в Суздале, другой в Ишимбае. В России чемпионат в Суздале является официальным, но чемпионат в Ишимбае, проведённый ФМШ, был признан ФМЖД как чемпионат России  и именно его результаты находятся в базе данных KNDB.

## Результаты

### Классические шашки
Приняли участие 12 спортсменок. Турнир прошёл в два этапа. 1-й этап проводился по швейцарской системе в 6 туров, после этого участницы были разбиты по четвёркам. Игры прошли по круговой системе. Очки первого и второго этапа складывались.
За 1-4 место
| Место | Участник        | Звание                     | Очки |
| ----- | --------------- | -------------------------- | ---- |
| 1     | Елена Читайкина | международный гроссмейстер | 6    |
| 2     | Юлия Валеева    | мастер спорта              | 5,5  |
| 3     | Елена Мильшина  | международный гроссмейстер | 5,5  |
| 4     | Айгуль Идрисова | мастер спорта              | 5,5  |

За 5-8 место
| Место | Участник          | Звание        | Очки |
| ----- | ----------------- | ------------- | ---- |
| 5     | Ника Леопольдова  | мастер спорта | 5,5  |
| 6     | Руфина Аюпова     | кмс           | 4,5  |
| 7     | Кристина Осипова  | кмс           | 4    |
| 8     | Гульнара Копырина | кмс           | 3,5  |

За 9-12 место
| Место | Участник         | Звание        | Очки |
| ----- | ---------------- | ------------- | ---- |
| 5     | Алия Аминова     | мастер спорта | 5,5  |
| 6     | Аяника Кычкина   | кмс           | 4,5  |
| 7     | Нина Соскина     | кмс           | 2    |
| 8     | Анфиса Савельева | кмс           | 2    |

### Быстрые шашки
Приняли участие 14 спортсменок. Проводился по швейцарской системе в 7 туров.
| Место | Участник              | Звание                     | Очки |
| ----- | --------------------- | -------------------------- | ---- |
| 1     | Айгуль Идрисова       | мастер спорта              | 5    |
| 2     | Елена Читайкина       | международный гроссмейстер | 4,5  |
| 3     | Руфина Аюпова         | кмс                        | 4.5  |
| 4     | Ника Леопольдова      | мастер спорта              | 4.5  |
| 5     | Елена Мильшина        | международный гроссмейстер | 4    |
| 6     | Юлия Валеева          | мастер спорта              | 4    |
| 7     | Алия Аминова          | мастер спорта              | 4    |
| 8     | Марина Боркова        | международный гроссмейстер | 4    |
| 9     | Аяника Кычкина        | кмс                        | 3,5  |
| 10    | Гульнара Копырина     | кмс                        | 3,5  |
| 11    | Кристина Осипова      | кмс                        | 3,5  |
| 12    | Нина Соскина          | кмс                        | 1,5  |
| 13    | Анфиса Савельева      | кмс                        | 1,5  |
| 14    | Наталия Скоробогатова | кмс                        | 1    |

### Блиц
Приняли участие 13 спортсменок, которые соревновались по круговой системе. 
| Место | Участник          | Звание                     | Очки |
| ----- | ----------------- | -------------------------- | ---- |
| 1     | Ника Леопольдова  | мастер спорта              | 10   |
| 2     | Айгуль Идрисова   | мастер спорта              | 9    |
| 3     | Алия Аминова      | мастер спорта              | 8,5  |
| 4     | Елена Мильшина    | международный гроссмейстер | 8    |
| 5     | Юлия Валеева      | мастер спорта              | 8    |
| 6     | Марина Боркова    | международный гроссмейстер | 6,5  |
| 7     | Аяника Кычкина    | кмс                        | 6    |
| 8     | Кристина Осипова  | кмс                        | 5,5  |
| 9     | Елена Читайкина   | международный гроссмейстер | 5,5  |
| 10    | Анфиса Савельева  | кмс                        | 3,5  |
| 11    | Руфина Аюпова     | кмс                        | 3,5  |
| 12    | Гульнара Копырина | кмс                        | 2,5  |
| 13    | Нина Соскина      | кмс                        | 1,5  |